# チーム大地のゴルフON&ON! 〜橋本大地のフェード最強論〜
『チーム大地のゴルフON&ON! 〜橋本大地のフェード最強論〜』（チームだいちのゴルフオンアンドオン はしもとだいちのフェードさいきょうろん）は、とちぎテレビ制作のゴルフ番組で、これまで多くの女子ゴルファーを輩出してきた橋本大地プロの冠番組である。2008年10月7日に放送を開始。2018年5月22日に放送500回、同年10月で放送10周年を迎えた。2020年4月28日放送分をもって放送終了となった。

## 概要
「ON&ON（もっともっと）のゴルフへ。」をキャッチフレーズに、橋本プロによる解説や、アマチュアゴルファーらとプレイしていくコーナーがある。

## 出演者
- 橋本大地
- 宅島美香（プロゴルファー）
- ミシマユウキ

他に、公募で選ばれたアマチュアゴルファーも出演する。

## 過去の出演者
- 小林まき（開始当初のアシスタント）
- 金子未来（プロゴルファー）

## ネット局
※2019年4月現在。
| 放送対象地域 | 放送局                  | 系列      | 放送日時                                                     |
| ------------ | ----------------------- | --------- | ------------------------------------------------------------ |
| 栃木県       | とちぎテレビ （制作局） | 独立UHF局 | 火曜 20:30 - 21:00 土曜 8:00 - 8:30（再放送）                |
| 群馬県       | 群馬テレビ              | 独立UHF局 | 月曜 22:30 - 23:00                                           |
| 埼玉県       | テレビ埼玉              | 独立UHF局 | 日曜 23:00 - 23:30                                           |
| 千葉県       | 千葉テレビ              | 独立UHF局 | 木曜 21:00 - 21:30                                           |
| 三重県       | 三重テレビ              | 独立UHF局 | 水曜 23:20 - 23:50                                           |
| 日本全国     | スカイA                 | CS放送    | 不定期（スカイAのHPかEPGの番組表を参照すること） 2013年10月- |

※千葉テレビはプロ野球中継で休止の場合あり。なお、テレビ埼玉は2019年3月までは火曜21:00から放送されており、こちらでも野球中継で休止になることがあった。